# Molophilus ornatipes
Molophilus ornatipes är en tvåvingeart som beskrevs av Alexander 1969. Molophilus ornatipes ingår i släktet Molophilus och familjen småharkrankar. Inga underarter finns listade i Catalogue of Life.